# My Bed
My Bed (Minha Cama) é uma obra da artista britânica Tracey Emin criada em 1998. A obra consiste em uma cama e objetos.
A cama foi apresentada no estado que Emin deixou após ter passado vários dias deitada por causa de uma depressão com tendências suicidas provocadas por dificuldades de relacionamento.
A obra gerou considerável furor da mídia, particularmente pelo fato de que os lençóis estavam com secreções corporais além de preservativos utilizados, calcinhas com manchas de menstruação e outros detritos.
My Bed foi comprado por Charles Saatchi por 150.000,00 Libras (Por volta de 480.000,00 R$) e exibido como parte da de uma exposição no museu Saatchi Gallery. Saatchi também instalou a cama em um quarto dedicado em sua própria casa.